# Jules Dupuit
Arsène Jules Étienne Juvénal Dupuit, född 18 maj 1804 i Fossano, Italien, död 5 september 1866 i Paris, var en fransk ingenjör och nationalekonom.
Dupuit blev 1850 chefsingenjör för staden Paris och 1855 statens generalinspektör för vägar och broar. Han var en i teori och praktik framstående väg- och vattenbyggnadsingenjör samt utgav många skrifter av teknisk karaktär, bland annat Traité théorique et pratique de la conduite et de la distribution des eaux (1854; andra upplagan 1865). 
Från dessa studier av vägbyggnadernas tekniska sida kom han emellertid redan tidigt in på kommunikationsväsendets ekonomi och leddes därifrån till studier av monopolpriserna och av värdeläran i dess helhet. Bland hans många uppsatser, de flesta i Annales des ponts et chaussées, Journal des Économistes och Dictionnaire de l'économie politique, märks De la mesure de l’utilité des travaux publics (1844) och De l’influence des péages sur l'utilité des voies de communication (1849), som förebådar en långt senare behandling av järnvägsproblemen. På den ekonomiska politikens område var han en ivrig anhängare av den fria konkurrensen.